# 蒙古豹蛛
蒙古豹蛛（学名：Pardosa mongolica）为狼蛛科豹蛛属的动物。分布于尼泊尔、俄罗斯以及中国大陆的内蒙古、黑龙江、新疆、青海、四川、西藏等地，多栖息于草地。其生存的海拔范围为4200至3850米。种名mongolica意为蒙古的。该物种的模式产地在内蒙古。